# کامیار شاپور
کامیار شاپور (۲۹ خرداد ۱۳۳۱ – ۲۵ تیر ۱۳۹۷) هنرمند، شاعر، نقاش و گیتارنواز ایرانی و یگانه فرزند فروغ فرخزاد شاعر نامدار ایرانی و پرویز شاپور پدر کاریکلماتور ایران است. فروغ و پرویز در شعرهایشان به کامیار اشاره داشته و از او یاد کرده‌اند.

## زندگی

### تولّد و کودکی و نوجوانی
کامیار شاپور در روز ۲۹ خرداد ۱۳۳۱ در محله امیریه تهران و در خانواده‌ای اهل ادب و فرهنگ زاده شد. پدرش پرویز شاپور، نویسنده و شاعر طنز پرداز، مشهور به پدر کاریکلماتور ایران و مادرش فروغ فرخزاد شاعر پرآوازه ایرانی بودند. پدر و مادر و خویشاوندانش او را «کامی» صدا می‌زدند. زمانی که کامیار سه ساله شد، والدینش از هم جدا شد و وی نزد خانواده پدریش ماند. پرویز شاپور پس از جدایی از فروغ، هرگز دوباره ازدواج نکرد و تا آخر عمر همراه با پسرش کامیار و برادرش خسرو شاپور در یک خانه قدیمی زندگی می‌کرد. وی اجازه دیدار فروغ با پسرش را نداد ولی هرگز هم تلاش نکرد، چهره ای ناخوشایند و مخدوش از مادر به فرزند نمایان کند. کامیار در کنار پدر و عمو و مادربزرگش دوران کودکی را سپری کرد و بزرگ شد. فروغ فرخزاد در زمان طلاق به دلیل نوع فعالیت و شکل زندگیش حضانت پسرش را به پرویز شاپور می‌سپارد و یک روز که برای دیدار فرزندش می‌رود، مادرشوهر سابقش مانع می‌شود. فروغ دربارهٔ آن روز می‌نویسد:
«آن روز که برای اولین بار به دیدار کامی رفتم و مادر شاپور نگذاشت ببینمش می‌خواستم خودم را بکشم… بعد توی خیابان‌ها راه افتادم و پرسه‌زنان خیابان‌ها را طی کردم. یک‌وقتی به یک میدان کوچکی رسیدم و به خودم آمدم … آنجا را اصلاً نمی‌شناختم… اصلاً نمی‌دانستم در کجای تهران هستم و غروب یک روز پاییزی بود. بعداً احساس کردم که خیلی خسته‌ام… در وسط آن میدان کوچک باغچه‌ای بود با حاشیه‌ای سیمانی. روی حاشیه نشستم که به زودی دیدم، مردهایی جمع شدند به تماشا و به متلک‌پرانی ایستاده‌اند. برخاستم و با اولین تاکسی خالی به خانه‌ام برگشتم و تنهایی نیم بطری ودکایی را که از مهمانی دو سه شب پیش مانده بود، سر کشیدم… بعدش دیگر یادم نیست… وقتی بیدار شدم. صبح شده بود و بالش زیر سرم خیس خیس بود. در مستی و بی‌خبری همه شب را گریه کرده بودم.»

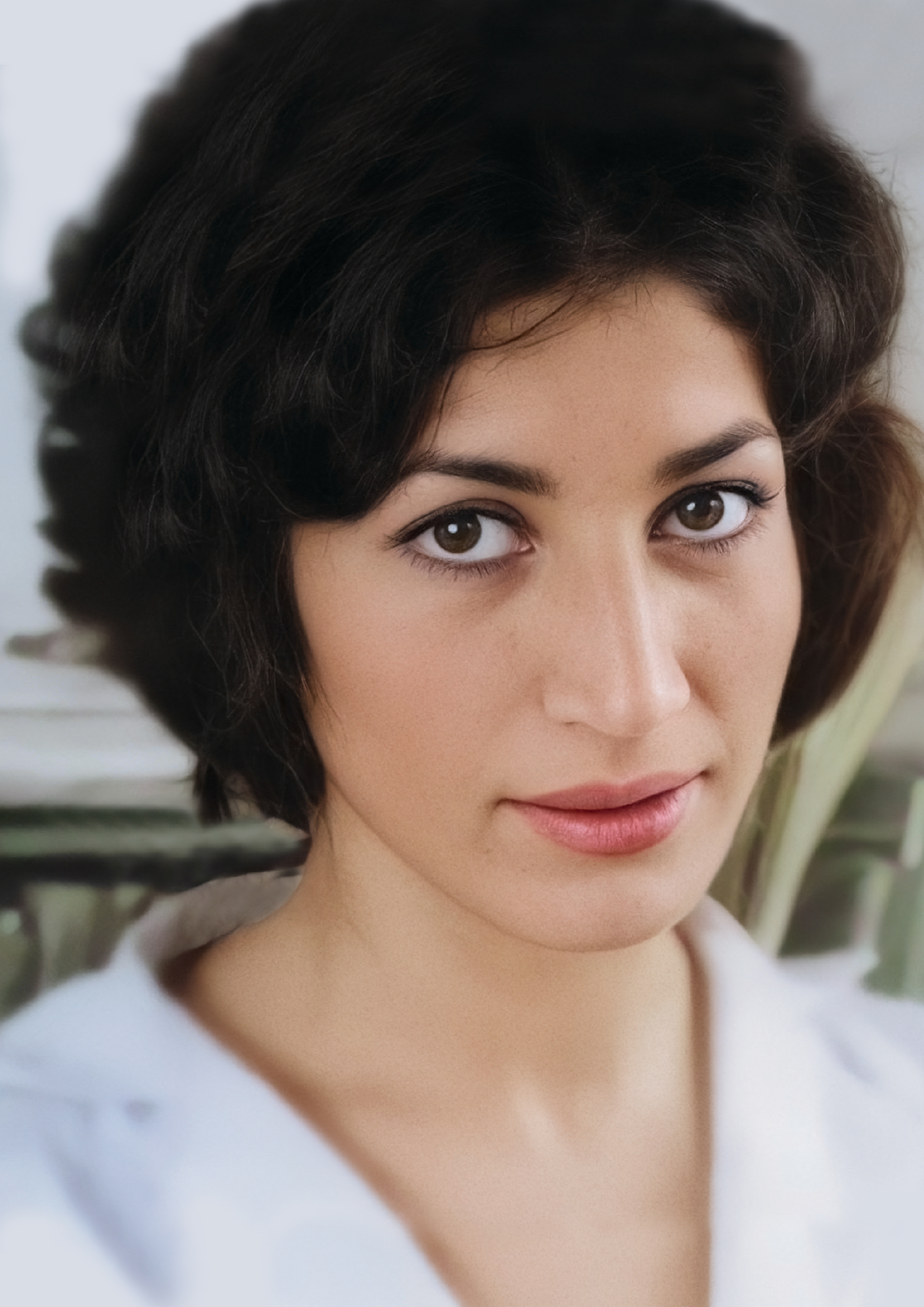
فروغ فرخزاد

فروغ فرخزاد در اولین مجموعه شعر خود با عنوان اسیر و در قطعه «دیو شب» از تلخی دوری پسرش می‌سراید:
| لای لای، ای پسر کوچک من      |  | دیده بربند، که شب آمده است    |
| دیده بربند، که این دیو سیاه  |  | خون به کف خنده به لب آمده است |
| سر به دامان من خسته گذار     |  | گوش کن بانگ قدم‌هایش را        |
| کمر نارون پیر شکست           |  | تا که بگذاشت بر آن پایش را    |
| آه، بگذار که بر پنجره ها     |  | پرده‌ها را بکشم سرتاسر         |
| با دو صد چشم پر از آتش و خون |  | می‌کشد دم به دم از پنجره سر    |
| از شرار نفسش بود که سوخت     |  | مرد چوپان به دل دشت خموش      |
| وای، آرام که این زنگی مست    |  | پشت در داده به آوای تو گوش    |
| یادم آید که چو طفلی شیطان    |  | مادر خسته خود را آزرد         |
| دیو شب از دل تاریکی ها       |  | بی‌خبر آمد و طفلک را برد       |
| شیشه پنجره‌ها می‌لرزید         |  | تا که او نعره زنان می‌آمد      |
| بانگ سر داده که کو آن کودک   |  | گوش کن، پنجه به در می‌ساید     |
| نه برو، دور شو ای بدسیرت     |  | دور شو از رخ تو بیزارم        |
| کی توانی بربائیش از من       |  | تا که من در بر او بیدارم      |
| ناگهان خاموشی خانه شکست      |  | دیو شب بانگ برآورد که آه      |
| بس کن ای زن که نترسم از تو   |  | دامنت رنگ گناهست، گناه        |
| دیوم اما تو ز من دیوتری      |  | مادر و دامن ننگ آلوده         |
| آه، بردار سرش از دامن        |  | طفلک پاک کجا آسوده            |
| بانگ می‌میرد و در آتش درد     |  | می‌گدازد دل چون آهن من         |
| می‌کنم ناله که کامی، کامی     |  | وای بردار سر از دامن من       |

فروغ در مجموعه آثار خود پنج بار (سه شعر در مجموعه اسیر و دو شعر در مجموعه عصیان) از فرزندش یاد می‌کند. کامیار دربارهٔ احساسش از این اشعار می‌گوید:
«... چه احساسی! اما آدم احساس می‌کند شاعر در حال متحول‌شدن است… اشعاری که در عصیان به من تقدیم کرده را دوست داشتم اما شعر بازگشت را از باقی اشعارش بیشتر دوست داشتم، چون دردی که فروغ در وجودش داشته در این شعر به‌خوبی بیان و توجیه می‌شود…»
زمانی که فروغ فرخزاد در ۲۴ بهمن ۱۳۴۵ در ۳۲ سالگی بر اثر حادثه مرگبار واژگونی خودرو درگذشت، کامیار خبر مرگ مادرش را در دبیرستان از همکلاسی‌هایش شنید.

### تحصیلات
کامیار شاپور پس از اخذ دیپلم به بریتانیا رفت و در رشته نقاشی آغاز به تحصیل کرد. البته به گفته خودش در این بین از این شاخه به آن شاخه پرید و چند رشته تحصیلی مانند فیزیک را هم نصفه و نیمه گذراند. وی پس از سال ۵۷ به زادگاهش نزد پدرش بازگشت و تا زمان مرگ پدر با وی زندگی کرد. پرویز شاپور به دلیل مشکل سنگ مثانه در ۶ تیر ۱۳۷۸ در بیمارستان عیوض‌زاده (سورنا) تهران بستری شد و سرانجام ۱۵ مرداد درگذشت. وی در قطعه هنرمندان بهشت زهرا تهران به خاک سپرده شد.

### زیر سایه نام پدر و مادر
کامیار شاپور شاید معروفترین فرزند طلاق در ایران دوران حاضر باشد، فرزندی که تا آخر عمر هیچگاه نتوانست از زیر سایه سنگین نام پدر و مادری پرآوازه رهایی یابد و
با وجود این که خودش نقاش صاحب‌سبک و شاعر خوش طبعی بود اما همواره زیر سایه رخدادهای زندگی مشترک و شخصی والدینش و موضوعات وابسته به خانواده‌اش قرار داشت. در مواجه با مردم و رسانه‌ها مدام از او دربارهٔ پدر و مادرش پرسش می‌شد و تمام این ماجرا به نوعی سبب رنجش خاطر وی نهایتاً سکوت و کنج عزلت‌گزینی شد.
کامیار سال‌ها از گفتگو دربارهٔ گذشته گریزان بود ولی با سماجت برخی خبرنگاران مستقل و افرادی که صرفاً به دنبال کسب اطلاعات از ناگفته‌های زندگیش و رابطه با مادرش بودند چندین بار سکوتش را شکست و گفته بود:
«... خاطرات من از فروغ بسیار مختصر هستند؛ اما خاطره فراموش ناشدنی که در ذهنم مانده این است که زمانی که پدر و مادرم از هم جداشده بودند من دیگر فروغ را ندیدم تا دوره دبیرستان که در دبیرستان فیروزبهرام بودم یک روز کلاس تعطیل‌شده بود و من در حیاط با یکی از همکلاسی‌هایم در حال دعوا کردن بودم که یکی از دوستانم میان دعوا آمد و گفت شاپور مادرت آمده و کنار در منتظر توست! من خیلی تعجب کردم چون مادر من تابه‌حال چنین کاری نکرده بود… تا کنار دررفتم و فروغ را دیدم. خیلی حرف نزدیم با هم‌قدم زنان به سمت خیابان جمهوری رفتیم، سمت خیابان حافظ، صحبت‌های فروغ را به خاطر ندارم فقط گریه‌های فروغ را به یاد می‌آورم و اینکه رسیدیم به چهارراه یوسف‌آباد که فروغ به من گفت برویم سمت حافظ. آن زمان یک کافه‌تریایی بود، در همین خیابان حافظ که محل جمع شدن روشنفکران آن دوره بود. آن زمان من از دیدن فروغ بسیار متعجب بودم و نمی‌توانستم گریه‌هایش را درک کنم؛ و به همین خاطر همراهی‌اش نکردم و به خانه برگشتم. خیلی‌ها که این خاطره را می‌شنوند، از من می‌پرسند دربارهٔ دیدارتان با فروغ به پدرتان چیزی گفتید یا نه؟! نه… من با پدر راجع به این موضوع صحبتی نکردم تا بعدها که این خاطره را درجاهای مختلف تعریف کردم و ایشان متوجه شدند… این تنها خاطره من از فروغ بود!»

### سال‌های پایانی
کامیار پس از فوت مادربزرگ، عمو و نهایتاً پدرش، نزد عمه خود «مهردخت شاپور» رفت و مدت ۳ سال با خانواده عمه و در منزل وی زندگی می‌کرد. وی در این مدت با افراد و به ظاهر دوستانی معاشرت داشت که از سادگی وی به روش‌های گوناگون سوءاستفاده می‌کردند.
پس از انتشار یک مستند از وی در فضای مجازی که شخصیت واقعی کامیار را تخریب کرده و چهره‌ای نادرست و غیرواقعی از او را بازتاب می‌داد، کامیار شدیداً مورد انتقاد بستگان پدری و مادری و برخی از آشنایان خانوادگی و دوستان واقعی و قدیمی‌ش قرار گرفت و وی را به دلیل این سادگی سرزنش کردند. کامیار سپس در پی اختلاف با خانواده عمه بر سر همین موضوعات بی‌خبر آنها را ترک کرد و تلاش‌های نزدیکان دلسوزش نیز نتوانست وی را نسبت به آنچه پیرامونش می‌گذرد هوشیار کند.
سرانجام شرایط نامناسب زندگی و استعمال بیش از حد سیگار به ریه‌هایش آسیب رساند و افراد سودجویی که دوره‌اش کرده بودند و او را به خاطر استفاده از درآمدهای حاصل از آثار خودش و حق تألیف والدینش و نیز یادگارهای ادبی و سایر آثار و لوازم بازمانده از پدر و مادرش در اختیار گرفته بودند، او را به یک بیمارستان دولتی درجه ۳ که رایگان بود می‌برند و سرانجام بدون این که کاری از دست بستگان بی‌خبرش برآید، کامیار شاپور در ۲۵ تیر ۱۳۹۷ غریبانه در آن بیمارستان در سن ۶۶ سالگی برای همیشه لب فرو می‌بندد.

## فعالیت‌های ادبی و هنری
«دیانا غوقاسیان» همسر «مهرداد فرخزاد» برادر فروغ و دایی کامیار در گفتگویی با روزنامه جام جم بر اساس شناختی که از کامیار داشته اعتقاد دارد که یک چیزهایی در خانواده فرخزادها ژنتیک بوده است و نمی‌توان از خانواده فرخزاد باشی و یک آدم عادی باشی و در بخشی از خاطرات خود با کامیار از زندگی پرفراز و نشیب وی می‌گوید:
«کامیار دست‌های بسیار هنرمندی داشت. من در این هیچ شکی ندارم. رشته‌اش نقاشی بود. از انگلستان فارغ‌التحصیل شد و به ایران آمد. خود من هم که کارهایش را می‌دیدم، واقعاً شاهکار بودند. اما این‌که چرا موفق نشد، برای این‌که کامیار آدم اجتماعی‌ای نبود. بارها مهمانی که بود و به او می‌گفتیم بیاید، نمی‌آمد! دوست نداشت در جمع حضور داشته باشد. سال ۹۱ یک گروه آلمانی آمدند و مستندی به نام: «ماه، گل، خورشید، بازی» از بچه‌های فروغ _ کامیار و حسین [فرزند خوانده] _ درست کردند که چندین جایزه هم برد. ما خیلی از کامیار خواهش کردیم که بیا، می‌خواهند با تو مصاحبه کنند، در این فیلم باید باشی… اما نیامد. هر وقت هم می‌خواست پیش ما بیاید، اول می‌پرسید: کسی نیست؟ دوست داشت تنها باشد! کامیار چندین بار نمایشگاهی از آثار خودش برپا کرد البته این عادت را هم داشت که اگر دوستی از کاری خوشش می‌آمد، رایگان به او می‌بخشید! اولین نمایشگاهش را در گالری آریا گذاشت…»

## آثار
کامیار شاپور سه مجموعه شعر نو به سبک آثار مادرش از خود برجای گذاشت:
- اتاقی در حومه‌ها
- غروب بنفش آن سوی پنجره
- عشق یک مجسمه فلزی است و نورهای معطر طلایی[۷]

اثری نیز از وی برای چاپ به وزارت ارشاد ارائه شد ولی مجوز انتشار نگرفت.

### نمونه اشعار
بهار گونه‌هایت را لمس می‌کرد

تو فرزند درخت‌های خواب آلود بودی

نسیم با گیسوانت بازی می‌کرد

و خیابان‌ها در نگاهت امتداد می‌یافتند

آن سال‌ها من از پنجره‌ها می‌نگریستم به جاده‌های دور

و بر پشت بام‌ها به انتظارت می‌نشستم

تو فرزند درخت‌های خواب آلود بودی

تو باران را دوست داشتی

و اطلسی‌هایت را در طاقچه می‌چیدی.

پاییز در شهر لانه کرده است

پرنده‌های منزوی بر شیروانی‌های خاکستری می‌نشینند

من به دنبال درخت‌های خشک تا آن سوی شهر می‌روم

تو میان تپه‌ها خانه ای داری

گیسویت اسیر باران است

صورتی‌ها گونه ات را رنگ می‌زنند

تو غروب را دوست داری.

پاییز در شهر لانه کرده است

سیب‌های میوه فروش

در جعبه‌های چوبیشان خفته‌اند

من پیاده‌روهای خیس را

تا آن سوی شهر دنبال می‌کنم

و بر نیمکت‌های سبز میان راه می‌نشینم و می‌گویم

تو میان تپه‌ها خانه‌ای داری

خانه‌ای پر از شراب و هماغوشی و مرگ

تو از سایه‌ها نمی‌ترسی

پاییز برهنگیت را دوست دارد.
— کامیار شاپور، تا آن سوی شهر
همچنین کامیار کتاب‌هایی نیز با همکاری نویسندگان دیگر به چاپ رساند:
- «نخستین تپش‌های عاشقانه قلبم» (نامه‌های فروغ فرخزاد به پرویز شاپور) با کوشش عمران صلاحی
- «خودنویسم را از آفتاب پر می‌کنم» (نامه‌های پرویز شاپور به فرزندش کامیار) گردآوری و تنظیم «فرناز تبریزی»

### بازتاب در رسانه‌ها و آثار دربارهٔ وی
حدود سال‌های ۱۳۹۲ تا ۱۳۹۳ مستندی با عنوان «حال این روزهای پسر فروغ» با کارگردانی «مریم نوابی‌نژاد» در فضای مجازی منتشر شد که کامیار را نوازنده دوره‌گرد در بوستان قیطریه تهران نشان می‌داد که در وضعیت و شرایط مالی و روحی مناسبی قرار ندارد. این مستند با انتقاد و واکنش خویشان و آشنایان نزدیک وی مواجه شد.
«میترا ابراهیمی» کارگردان یک فیلم مستند دیگر دربارهٔ کامیار شاپور با انتقاد از این مستند گفته بود: «پس از دیدن این فیلم که با خراب کردن چهره پسر فروغ، به دنبال جذب مخاطب است تا ترحم مردم را به همراه آورد، تصمیم گرفتیم مستندی از چهره واقعی کامیار بسازیم. پس از این تصمیم قرعه به نام من افتاد و من پس از شرکت در کلاس‌های فیلم‌سازی و آموزش در این حوزه، نخستین و آخرین فیلم مستند خود را با عنوان «فرزند تنها» ساختم.
کامی در لندن برای تفریح در خیابان‌ها گیتار می‌زد و موسیقی خیابانی او ارتباطی با وضعیت اقتصادی اش نداشت. این فیلم تنها مستندی است که تلاش می‌کند به درونیات و خلوت کامیار فروغ احترام بگذارد و وی را فارغ از فرزند فروغ و پرویز به عنوان هنرمندی مستقل با رؤیا و آرمان شخصی معرفی کند و روایتی از زندگی روزمره کامیار است که همانند همه انسانها دل مشغولی‌های خود را دارد و به دنبال شعار و پیام‌های کسل کننده نیست…»
این مستند ۸۰ دقیقه‌ای به کارگردانی میترا ابراهیمی و تهیه کنندگی پیمان قاسم‌خانی و نویسندگی مجید صادق حسینی در سال ۱۳۹۸ تولید شد.
- در سال ۱۳۹۹ نیز کتاب «کامیار شاپور (شاعر، نقاش، و نوازندهٔ گیتار)» به قلم فرناز تبریزی و کامیار عابدی توسط انتشارات مروارید به چاپ رسید.

## دریافت حق مؤلف از ناشران آثار مادرش
اسدالله امرایی، مترجم و نویسنده با انتقاد از چاپ بدون مجوز و قاچاق کتاب در ایران گفته است: «بسیاری از کتاب‌های فروغ به صورت زیرزمینی وغیر قانونی چاپ می‌شد و خانواده اش از دریافت حق و حقوق خود عاجز بودند در حالی که انتشارات قانونی همچون «مروارید» و «نگاه» که مسئولیت چاپ آثار فروغ را برعهده داشتند همه حق و حقوق خانواده اش را پرداخت کردند.
یاشار صلاحی پسر عمران صلاحی نیز با انتقاد و گلایه از برخورد غیرمنصفانه و غیراخلاقی ناشران قانونی آثار فروغ گفت: کامیار با ناشران آثار فروغ رابطه سردی داشت و آنها را متهم به تضییع حقوق فروغ می‌کرد… ناشران با کامی ناجوانمردانه رفتار کردند»
فاضل ترکمن شاعر و نویسنده و از دوستان کامیار شاپور نیز در این خصوص گفته است: «به کامی خیلی ظلم شد و تا پیش از تمام‌شدن ۵۰ سال از درگذشت فروغ که سال ۹۶ بود، اغلب ناشران حقوق کامی را پرداخت نکردند و نام بسیاری از آن‌ها را می‌توانم ردیف کنم.»

## شخصیت
به گزارش ایرنا، کامیار گرچه هنرمندی بود که بخت خود را در زمینه‌های نقاشی، شعر و اجرای موسیقی خیابانی آزمود اما هیچ‌وقت نتوانست از زیر سایه مادرش «فروغ فرخزاد» شاعر برجسته ایران و از سوی دیگر پدرش «پرویز شاپور» نویسنده صاحب نام نشریات آن دوران به عنوان هنرمندی مستقل و صاحب‌سبک پا بگیرد و در اوج بی‌خبری و سر و صداهای رایج هنرمندان، به تولید آثار هنری خود ادامه داد و به جریان‌های رایج هنری و سیاسی تن نسپرد.

… از طرفی خوشحالم و از طرفی افسرده‌ام چون ناخودآگاه می‌بینم که مرگ نزدیک است و خیلی چیزها برایم اهمیتشان را از دست می‌دهند. قبلاً صبح‌ها خیلی زود از خواب بیدار می‌شدم اما این روزها انگیزه‌ای برای بیدارشدن ندارم. خیلی کلی به همه چیز نگاه می‌کنم، حس می‌کنم خب که چی این کره زمین و این آدم‌ها چرا زندگی می‌کنند وقتی هیچ چیز پایدار نیست و همه چیز نابود می‌شود؟ ۴۰ سال دیگر من که حتماً با دنیا خداحافظی کرده‌ام و البته تمام کسانی که می‌شناسم! برای همین یک حس بیگانگی غریبی پیدا می‌کنم…. ” …

کامیار شاپور - اردیبهشت ۱۳۹۵ در گفتگو با روزنامه شرق، 

### نظرات دیگران
اسدالله امرایی: « کامیار زندگی در سکوت را برگزید و بارها فضاهایی برای گرفتن تسهیلات مالی از سازمان‌های دولتی برایش مهیا بود که هرگز حاضر به دریافت آن نشد…»
فاضل ترکمن» : «کامی خیلی غریب بود؛ یکی از غربت‌های بزرگ او همین‌که نام فروغ و پرویز شاپور و بقیه خانواده هنرمندش روی اسم او سایه می‌انداخت، در صورتی‌که خود کامی به‌طور مستقل نیز شاعر خیلی خوبی بود و تکنیک و مهارت بالایی در نقاشی از جمله در طراحی عکس‌های مستند و پرتره داشت.»
یاشار صلاحی نیز اعتقاد دارد: «فرزند پدرو مادر افراد مشهور بودن سخت است و پسوند پدرفلانی و مادرفلانی تا آخر عمر رهایت نمی‌کند و رسانه‌ها به این حواشی دائم دامن می‌زدند.»

## درگذشت
سرانجام کامیار شاپور که به دلیل عفونت ریه مدتی در بیمارستانی در تهران بستری بود، روز ۲۵ تیرماه ۱۳۹۷ با ایست قلبی در ۶۶ سالگی درگذشت. پیکر او با حضور جمعی از خویشاوندان، هنرمندان و دوستدارانش چون: اسدالله امرایی، عباس مشهدی‌زاده، یاشار صلاحی، مهرداد فرخزاد (دایی)، میترا ابراهیمی و… در قطعه هنرمندان بهشت زهرا به خاک سپرده شد.